# Hattiesburg
Hattiesburg är en stad i Forrest County och Lamar i delstaten Mississippi i USA. Den är med sina cirka 48 000 invånare (2013)  den fjärde största staden i Mississippi. Staden ligger 90 minuters bilväg från New Orleans. Hattiesburg är administrativ huvudort (county seat) i Forrest County. Den är uppbyggd kring University of Southern Mississippi, som grundades 1910.